# Pikane järv
Pikane järv är en sjö i Estland.  Den ligger i Nuckö kommun i Läänemaa, i den västra delen av landet, 70 km väster om huvudstaden Tallinn. Pikane Järv ligger 2 meter över havet. Arean är 0,2 kvadratkilometer. I omgivningarna runt Pikane järv växer i huvudsak blandskog. Den sträcker sig 0,4 kilometer i nord-sydlig riktning, och 0,7 kilometer i öst-västlig riktning.